# تولويدين
تولويدين مركب كيميائي عضوي له الصيغة الكيميائية C7H9N، ويتكون بنيوياً من حلقة بنزين عطرية مستبدلة بمجموعة أمينو ومجموعة ميثيل، لذلك فهو مستبدل ميثيلي للأنيلين.

## المتصاوغات
يوجد ثلاثة متصاوغات بنيوية للتولويدين وذلك وفق نمط الاستبدال في الحلقات العطرية وهي أورثو-تولويدين وميتا-تولويدين وبارا-تولويدين، وتختلف عن بعضها في مكان مجموعتي الميثيل (–CH3) والأمينو (–NH2) بالنسبة لبعضها البعض.
| متصاوغات التولويدين       | متصاوغات التولويدين | متصاوغات التولويدين | متصاوغات التولويدين |
| ------------------------- | ------------------- | ------------------- | ------------------- |
| تسميات شائعة              | o-تولويدين          | m-تولويدين          | p-تولويدين          |
| تسميات أخرى               | o-ميثيل الأنيلين    | m-ميثيل الأنيلين    | p-ميثيل الأنيلين    |
| تسميات نظامية             | 2-ميثيل الأنيلين    | 3-ميثيل الأنيلين    | 4-ميثيل الأنيلين    |
| الصيغة الكيميائية         | C7H9N               | C7H9N               | C7H9N               |
| الكتلة المولية            | 107.17 غ/مول        | 107.17 غ/مول        | 107.17 غ/مول        |
| درجة حرارة التحول الزجاجي | 189 كلفن            | 187 كلفن            | [لا توجد]           |
| نقطة الانصهار             | −23 °س              | −30 °س              | 43 °س               |
| نقطة الغليان              | 199–200 °س          | 203–204 °س          | 200 °س              |
| الكثافة                   | 1.00 g/cm3          | 0.98 g/cm3          | 1.05 g/cm3          |
| رقم التسجيل CAS           | [95-53-4]           | [108-44-1]          | [106-49-0]          |
| البنية                    |                     |                     |                     |

## الخواص
تسبه مركبات التولويدين في خواصها مركب الأنيلين، وهي مركبات ذات قاعدية ضعيفة، وهي ضعيفة الانحلال في الماء، لكنها تذوب في المحاليل الحمضية.

## الاستخدامات
تستخدم هذه المركبات في صناعة المبيدات وفي تحضير الأصبغة.